# Adromischus cooperi
Adromischus cooperi es una especie de planta suculenta perteneciente a la familia Crassulaceae.

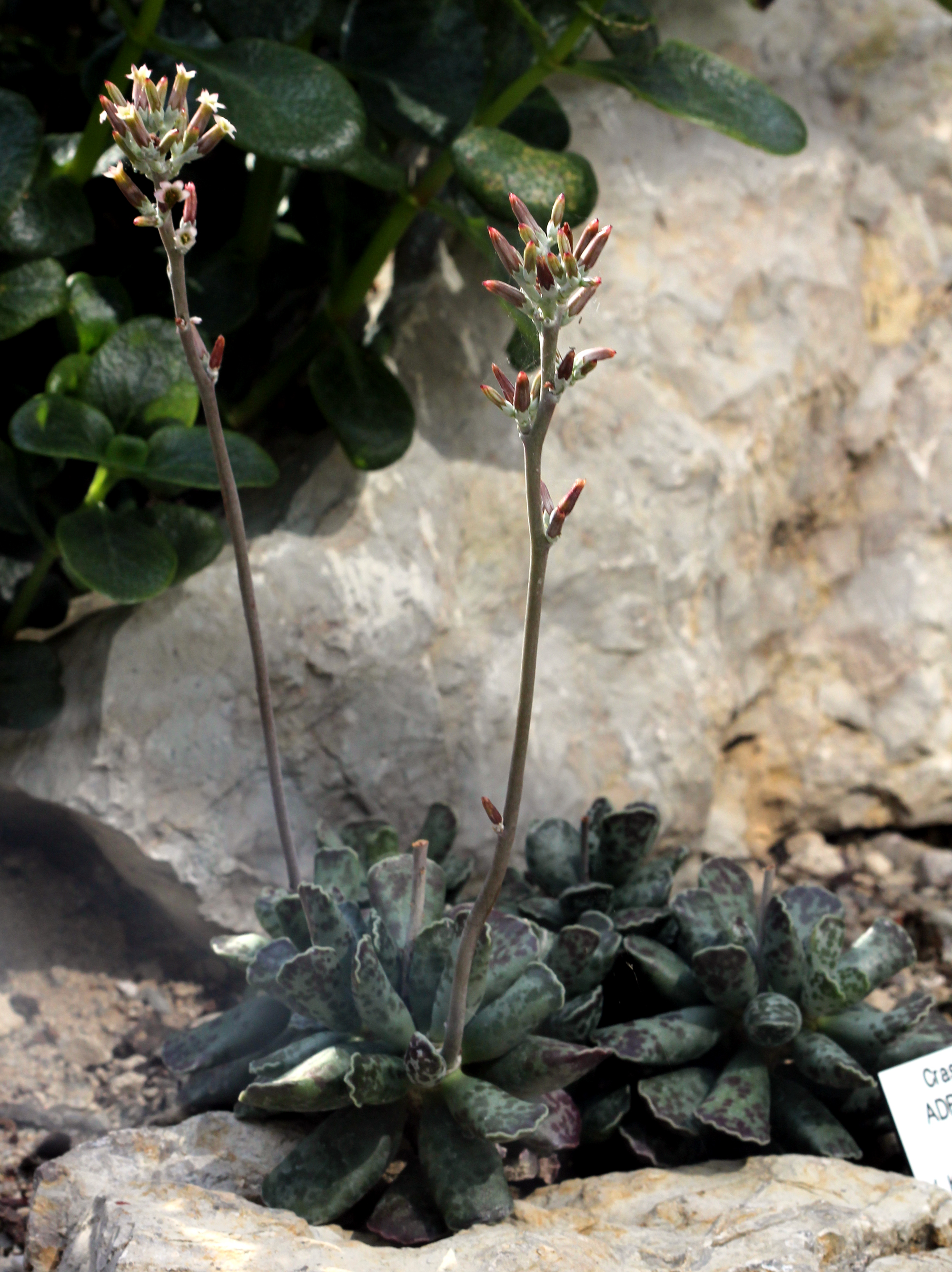
Inflorescencia

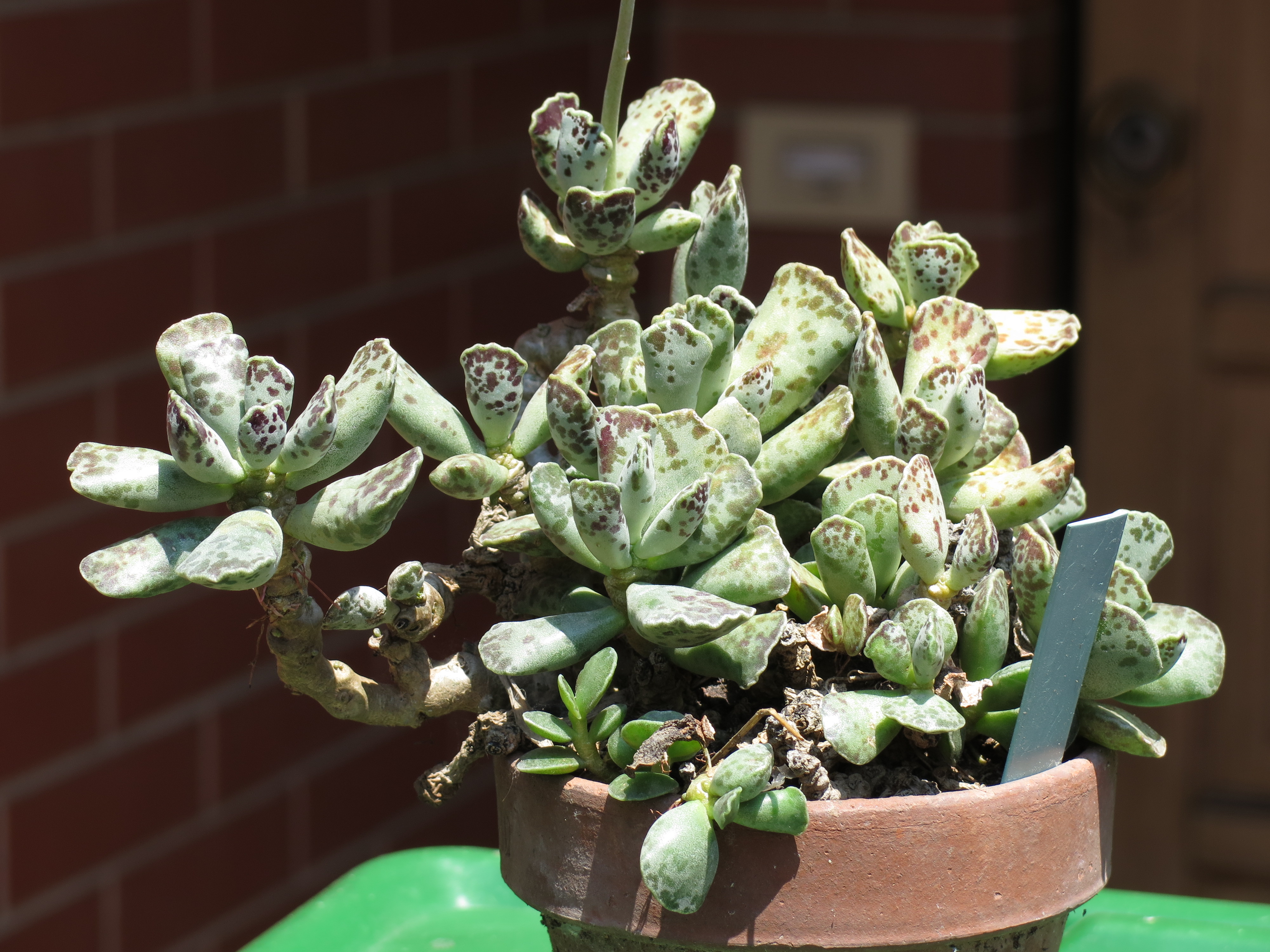
Planta adulta

## Descripción
Es una planta perenne suculenta, un arbusto enano que alcanza un tamaño de 0.1 - 0.35 m de altura a una altitud de 700 a 1500 metros en Sudáfrica.

## Taxonomía
Adromischus cooperi fue descrita por (Baker) A.Berger  y publicado en Die natürlichen Pflanzenfamilien, Zweite Auflage 18a: 416. 1930.
Etimología
Adromischus: nombre genérico que deriva de las palabras griegas: adro = "grueso" y mischus = "tallo".
cooperi: epíteto otorgado en honor del botánico Thomas Cooper.
Sinonimia
- Adromischus cuneatus Poelln.
- Adromischus festivus C.A.Sm.
- Adromischus halesowensis Uitewaal
- Adromischus pachylophus C.A.Sm.
- Cotyledon cooperi Baker	basónimo
- Cotyledon cooperi var. immaculata Schönland & Baker f.
- Echeveria cooperi (Baker) Otto[5]